# جامعة توكوشيما
جامعة توكوشيما (بالإنجليزية: University of Tokushima) هي مؤسسة تعليمية يابانية مرموقة، تأسست عام 1948 في اليابان. وتُعدّ من الجامعات الوطنية التي تساهم في تطوير البحث العلمي والتعليم العالي في مختلف التخصصات، لا سيما في مجالات الطب والهندسة والعلوم.